# Соболево (Сусанинский район)
Соболево — упразднённая деревня в Сусанинском районе Костромской области России. Входила в состав Сумароковского сельского поселения. Упразднена в 2024 году.

## География
Находится в западной части Костромской области на расстоянии приблизительно 8 км на север-северо-восток по прямой от районного центра поселка Сусанино.

## История
Известна была с 1742 года как село, которое принадлежало квартирмейстеру С. Ф. Казакову. Здесь на месте деревянной Никольской церкви в 1744 году построена была каменная церковь. Известно, что указанная деревянная Никольская церковь здесь существовала еще в XVII веке. В XIX веке село относилось к Буйскому уезду Костромской губернии. В 1872 году здесь было учтено 20 дворов. В 1907 году здесь отмечен был 31 двор. Позднее село сменило статус на деревню.

## Население
| 2008 | 2010 | 2014 |
| ---- | ---- | ---- |
| 0    | →0   | →0   |

Постоянное население составляло 108 человек (1872 год), 117 (1897 год), 137 (1907), 0 как в 2002 году, так и в 2022.